# Ali Akburç
Ali Akburç (* 2. Februar 1988 in Ereğli) ist ein türkischer Fußballspieler. Seit 2021 steht er beim unterklassigen türkischen Verein Iscehisar Spor unter Vertrag.

## Karriere
Akburç startete mit dem Vereinsfußball 1998 in der Jugend von EGO Spor und durchlief anschließend die Jugendabteilungen von Bahçeli Köprülü SK und Gençlerbirliği Ankara. 2003 wurde er an die Jugendmannschaft von Gençlerbirliği ASAŞ, die Zweitmannschaft Gençlerbirliği Ankaras abgegeben. Nach nur einer Saison kehrte wieder zu Gençlerbirliği Ankara zurück. 2006 wurde er mit einem Profivertrag ausgestattet, spielte aber weiterhin ausschließlich für die Reservemannschaft. Zur nächsten Winterpause wurde er an den Drittligisten Fethiyespor weitergegeben, bei dem er die nächsten eineinhalb Jahre verbrachte. Anschließend wurde er an Şanlıurfaspor und danach an Hacettepe SK ausgeliehen.
Zum Sommer 2011 wechselte er in die TFF 2. Lig zum Balıkesirspor. Mit diesem Verein erreichte er in der Saison 2012/13 die Meisterschaft der TFF 2. Lig und damit den Aufstieg in die TFF 1. Lig. In der darauffolgenden Erstligasaison kam er allerdings zu keinem Einsatz, sodass er in der Winterpause in die zweite türkische Liga verliehen wurde. Es folgten weitere Wechsel innerhalb der zweiten, dann der dritten türkischen Liga. Nach mehr als einem halben Jahr Vereinslosigkeit schloss Akburç sich im November 2021 dem unterklassigen Verein Iscehisar Spor, wo er seitdem unter Vertrag steht.

## Erfolge
Mit Balıkesirspor
- Meister der TFF 2. Lig: 2012/13
- Aufstieg in die TFF 1. Lig: 2012/13